# تای (تانسیلا)

تای شهری در شهرستان تانسیلا در استان بانوا در بورکینافاسوی غربی است و جمعیت آن ۴۳۵ نفر است.